# Ilhas Marianas Setentrionais
As Ilhas Marianas Setentrionais ou Ilhas Marianas do Norte (em inglês:  Northern Mariana Islands, pronunciado: [ˈnɔɹ.ðɚn ˌmɛɹ.iˈæn.ə ˈaɪ.ləndz] (escutarⓘ); em chamorro: Sankattan Siha Na Islas Mariånas; em caroliniano: Commonwealth Téél Falúw kka Efáng llól Marianas), com a designação oficial de Comunidade das Ilhas Marianas Setentrionais (em inglês: Commonwealth of the Northern Mariana Islands, abreviado para CNMI), são um "Estado livremente associado" aos Estados Unidos, situado na Micronésia, que compreende 14 ilhas do arquipélago das Marianas.
Faz divisa, ao norte com as ilhas Vulcano e com a ilha Marcus e outros territórios do Japão, ao sul com a dependência norte-americana de Guam e com os Estados Federados da Micronésia.

## História
As ilhas foram descobertas por Fernão de Magalhães em 1521, que as declarou colónia espanhola e as apelidou de "Las Islas de los Ladrones", (Ilhas dos Ladrões), aparentemente porque os nativos não eram amistosos. Em 1668 o nome das ilhas foi mudado para Las Marianas, em homenagem a Mariana da Áustria, viúva do rei Filipe IV de Espanha.
Praticamente toda a população nativa foi exterminada durante o domínio espanhol e, mais tarde, foram repovoadas por nativos doutras ilhas da Micronésia. A colónia espanhola foi vendida à Alemanha em 1899 e tomada pelos japoneses em 1914, que a tornaram numa zona militar. Durante a Segunda Guerra Mundial, os "Marines" aterraram ali a 15 de Junho de 1944 e ganharam a Batalha de Saipaã, que durou 3 semanas.
Depois da derrota do Japão, as ilhas passaram a ser administradas pelos EUA, como parte do Protetorado das Ilhas do Pacífico das Nações Unidas, num mandato da ONU, a partir de 1947. Na década de 1970, os seus habitantes decidiram-se, não a favor da independência, mas de laços mais fortes com os Estados Unidos e, a 1 de Janeiro de 1978 foi aprovada a constituição do seu estatuto atual.

## Geografia

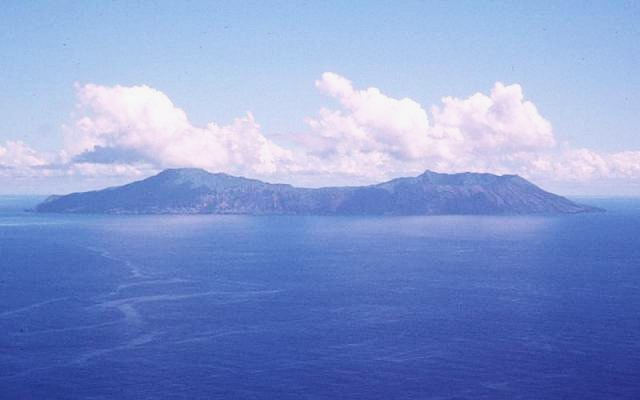
Anatahan

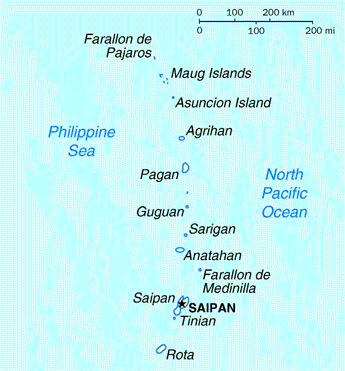

As Ilhas Marianas constituem um arco vulcânico no encontro das placas tectónicas das Filipinas e do Pacífico. Na vertente oriental deste arco encontra-se a Fossa das Marianas, onde foi detetada a maior profundidade dos oceanos - 10 924 m.
As ilhas são, de sul para norte: Saipã, Tinian, Rota, Aguijan, Farallón de Medinilla, Anatahan, Sarigan, Guguan, Alamagan, Pagan, Agrihan, Asuncion, Ilhas Maug e Farallón de Pájaros. As únicas com população permanente são Saipã, Tinian e Rota.
As ilhas do norte têm vulcões ativos, enquanto as do sul são cobertas por terraços coralinos. O clima é tropical marítimo.

## Dados

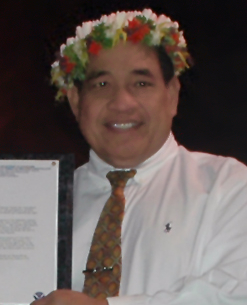
Benigno Fitial, Governador das Marianas Setentrionais entre 2006 e 2010

Área: 477 km²
População: 74.612
Densidade Demográfica: 156,4 h/km²
Capital: Saipã
Religião: Cristianismo (81,3%)

## Principais Cidades
- Tanapag